# Moisés Avilés
Moisés Elías Avilés Obregón (* 12. Februar 1909; † 19. April 1972), auch bekannt unter dem Spitznamen Chancha, war ein chilenischer Fußballspieler. Der Stürmer lief in drei Länderspielen für Chile auf.

## Karriere

### Verein
Moisés Avilés spielte in der Jugend von Independencia aus Iquique. Im Juni 1927 debütierte der Angreifer für Maestranza und spielte später auch für die Auswahl Iquiques. Mit dieser nahm er an der nationalen Amateurmeisterschaft 1930 im Campos de Sports de Ñuñoa teil. Dort wurde der Hauptstadtklub Audax Italiano auf Avilés aufmerksam und verpflichtete ihn. 1933 ging er mit Audax Italiano auf Amerikareise, spielte mit in Ländern aus Nord-, Mittel- und Südamerika. Nach Gründung der Primera División gewann er mit dem Klub italienischer Einwanderer die Meisterschaft 1936. Bei Audax Italiano spielte der Offensivakteur bis zu seinem Karriereende 1942.

### Nationalmannschaft
Moisés Avilés lief zwischen 1935 und 1937 insgesamt drei Mal für die chilenische Nationalmannschaft auf. Sein Debüt gab er beim Campeonato Sudamericano 1935 unter Trainer Pedro Mazullo bei der 1:4-Niederlage gegen Argentinien. Nach zwei weiteren Niederlagen landete die La Roja auf dem vierten und letzten Turnierplatz. Avilés kam während des Turniers nach einer Verletzung nicht mehr zum Einsatz. Beim Campeonato Sudamericano 1937 absolvierte er zwei Partien für die chilenische Mannschaft, die nach einem sensationellen 3:0-Sieg gegen Uruguay, einem Unentschieden gegen Peru und drei Niederlagen Turnierfünfter wurde. Beim 2:2-Unentschieden gegen Peru wurde Avilés für José Avendaño eingewechselt. Dies war zugleich sein letzter Länderspieleinsatz.

## Erfolge
Audax Italiano
- División de Honor de la Asociación de Football de Santiago: 1931
- Chilenischer Meister: 1936